# Supermarine Type 322
El Supermarine Type 322 fue un prototipo de torpedero, bombardero en picado y avión de reconocimiento embarcado británico de la época de la Segunda Guerra Mundial. Era un monoplano monomotor que no tuvo éxito y del que sólo se construyeron dos ejemplares. El Fairey Barracuda, construido según las mismas especificaciones, cumpliría esta función.

## Diseño y desarrollo
El Type 322 fue diseñado por Supermarine para cubrir un requisito de 1937 (Especificación S.24/37) para un reemplazo del biplano Fairey Albacore de la Marina Real británica (aunque el Albacore aún no había volado), con pedidos realizados tanto a Supermarine como a Fairey Aviation para lo que se convertiría en el Barracuda. El diseño de Supermarine era un monoplano de ala alta, originalmente pensado para ser propulsado por el motor Rolls-Royce Exe. Excepcionalmente, presentaba un ala de incidencia variable, mostrada por primera vez en el biplano francés Paul Schmitt en el Salón Aeronáutico de París de 1913.
La incidencia variable permitía mantener el fuselaje en el ángulo óptimo para lograr una buena visibilidad y al mismo tiempo mantener la sustentación, algo especialmente útil para un avión embarcado en portaaviones y con tren de aterrizaje con rueda de cola. La incidencia podía variar desde los 2 grados cuando el ajuste de los flaps era neutro, hasta los 16 grados cuando los flaps estaban bajados a 60 grados. El coeficiente de sustentación con el ala en esta posición era de 3,9 (el doble que el de los aviones convencionales y contemporáneos), lo que daba una velocidad de entrada en pérdida de 57 nudos. Dado que estaba previsto que fuera utilizado en portaaviones, el ala también podía plegarse: un logro técnico notable teniendo en cuenta el pequeño aumento de peso estructural que suponía. El tren de aterrizaje era fijo de tipo de rueda de cola para ahorrar complejidad. Habría sido todo un reto retraer el tren de aterrizaje hacia las alas. Se construyó principalmente en madera, al igual que el bombardero Armstrong Whitworth Albemarle, ya que, cuando se estaba construyendo, existía el peligro de que escaseara la aleación ligera. El Exe fue cancelado en 1938 y el Rolls-Royce Merlin fue su sustituto en el diseño.

## Historia operacional
Se construyeron dos aviones Type 322, apodados "Dumbo" debido a su aspecto corpulento. El proyecto, cuya finalización estaba prevista originalmente para principios de 1941, se retrasó debido a la alta prioridad que se daba entonces a la producción del Spitfire. El primer prototipo (R1810) voló el 6 de febrero de 1943, seguido por el segundo prototipo (R1815) con el Merlin 32 en lugar del Merlin 30, una hélice Rotol de velocidad constante de cuatro palas, una cola de mayor área y alas exteriores recubiertas de Alclad. Para entonces, sin embargo, el diseño competidor de Fairey había entrado en servicio como Fairey Barracuda, y los dos Type 322 se utilizaron como aviones experimentales. Se planeó una versión desarrollada como Supermarine Type 380. También se pretendía que esta tecnología de ala se incorporase en un reemplazo para el Sea Otter: beneficiando la incidencia variable a los hidroaviones en los que se puede mantener el ángulo óptimo de los flotadores durante el despegue y el aterrizaje.
Después de la guerra, la empresa conservó el R1815 y lo utilizó en 1946 para controlar las pruebas de manejo a baja velocidad del caza a reacción Supermarine Attacker.

## Especificaciones (S.24/37)
Referencia datos: Supermarine Aircraft since 1914, Jane's all the World's Aircraft 1947

### Características generales
- Tripulación: Tres
- Longitud: 12 m (39,4 ft)
- Envergadura: 15 m (49,2 ft)
- Altura: 4,3 m (14,2 ft)
- Superficie alar: 26,4 m² (284,2 ft²)
- Peso vacío: 4162 kg (9173 lb)
- Peso cargado: 5443 kg (11 996,4 lb)
- Planta motriz: 1× motor lineal V12 refrigerado por líquido Rolls-Royce Merlin 30.
  - Potencia: 970 kW (1337 HP; 1319 CV)
- Alargamiento: 8,8

### Rendimiento
- Velocidad máxima operativa (Vno): 449 km/h (279 MPH; 242 kt) a 1200 m (4000 pies)
- Velocidad crucero (Vc): 400 km/h (249 MPH; 216 kt) a 610 m (2000 pies)
- Velocidad de entrada en pérdida (Vs): 93 km/h (58 MPH; 50 kt)
- Alcance: 1328 km (717 nmi; 825 mi)
- Carga alar: 206 kg/m² (42,2 lb/ft²)
- Potencia/peso: 4,56 kg/kW (7,5 lb/hp)

### Armamento
- Ametralladoras: 

  - 1x Browning de 7,7 mm en el ala
  - 1x Vickers K de 7,7 mm en la cabina trasera
- Bombas: 

  - 6 de 113 kg o
  - 1 torpedo de 457 mm

## Aeronaves relacionadas

### Aeronaves similares
- Fairey Barracuda

### Secuencias de designación
- Secuencia Numérica (interna de Supermarine): ←  319 - 320 - 321 - 322 - 323 - 324 - 325 -- 377 - 378 - 379 - 380 - 381 - 382 - 383 →